# Fritz Platten
Fritz Platten (Tablat, San Gall, Suiza, 8 de julio de 1883 - Niándoma, óblast de Arcángel, Unión Soviética, 22 de abril de 1942) fue un comunista suizo y uno de los fundadores de la Internacional Comunista.

## Biografía

### Juventud y primeros años
Fritz Platten, hijo de Peter Platten, nació el 8 de julio de 1883 en un pequeño pueblo suizo. En 1892, se mudó a Zúrich, donde asistió a la escuela secundaria. Años más tarde empezó a estudiar ingeniería en la Universidad de Zúrich, pero no pudo seguir debido a un accidente. En 1904, viajó a Rusia y estuvo presente durante la revolución rusa de 1905. Después en 1906 fue arrestado en Riga, donde pasó varios años en la cárcel y volvió a Suiza en 1908. Se afilió al Partido Socialista Suizo en 1911.

### Platten y Lenin
Después del colapso de la Segunda Internacional, Platten se adhirió al Movimiento de Zimmerwald y se hizo comunista. Fue uno de los fundadores de la Tercera Internacional en 1919.
También se lo conoce por ser una de las principales personas que organizaron el regreso de Lenin de Suiza a Rusia en un vagón sellado, tras la Revolución de Febrero de 1917. Debido a la Primera Guerra Mundial, el viaje no se organizó fácilmente, pero Lenin y compañía cruzaron Alemania en un vagón sellado de ferrocarril. Después tomaron un transbordador para llegar a Estocolmo, donde fueron recibidos por comunistas suecos como Otto Grimlund, Ture Nerman, Carl Lindhagen y Fredrik Ström. Luego prosiguieron el viaje por el norte de Suecia y Finlandia, llegando finalmente Lenin a Petrogrado en abril de 1917.
Platten también estuvo presente en el primer intento de asesinato contra Lenin. Platten y Lenin acababan de salir de una reunión pública en Petrogrado el 14 de enero de 1918 y se sentaron en la parte trasera del coche de Lenin, cuando de pronto se desató un tiroteo. Platten tomó a Lenin por la cabeza y lo empujó hacia abajo para salvarle la vida.

### Emigración a la Unión Soviética y muerte
En 1923, Platten emigró a la Unión Soviética, se mudó a un pequeño pueblo en el óblast de Uliánovsk. Después en 1926 se fue a vivir a Moscú con su esposa Berta Zimmermann. Esta fue deportada a un campo de trabajo del Gulag en 1937, debido a las purgas estalinistas. Él fue arrestado en 1938 y llevado a un campo de trabajo cerca de Niándoma, donde fue ejecutado el 22 de abril de 1942. Fue rehabilitado el 15 de mayo de 1956, durante el gobierno de Nikita Jrushchov.